# 田村栄一郎
田村 栄一郎（たむら えいいちろう、1979年 - ）は日本の徳島県鳴門市出身の陶芸家。

## 略歴
徳島県で240年以上続く大谷焼元山窯の10代目当主。徳島、大谷焼を代表する若手作家である。徳島県立鳴門高等学校、大阪芸術大学、京都府立陶工高等技術専門校を卒業後、京都にて修行。日展参与である山崎昭に師事する。帰郷後、最初に制作出品した県美術展で最高賞を受賞。翌年の日本新工芸展でも初出品で日本新工芸奨励賞受賞、同年秋の日展にて初入選を果たす。その後も全国の陶芸公募展に多数出品入選入賞を重ねる。2022年『四国経済産業局長表彰受賞』2023年『経済産業大臣表彰受賞』2024年徳島県卓越技能者『阿波の名工』認定
個展、グループ展も全国各地で開催。2010年より田村の父親と親交の深かった、画家橋本シャーンと陶器、絵画による二人展を定期的に開催。
母校徳島県立鳴門高等学校で2012年から外部講師も務めている。
地元徳島ラーメンの有名店数社とのコラボ企画でも多様なメディアに取り上げられた。
東京ビッグサイトにて開催されたAnimeJapan 2015にてアニメ『Fate/stay night』×大谷焼でコラボ作品制作。開場わずか一時間で販売予定個数が完売した。また、同年暮れにも幕張メッセで開催されたアニメ『アイドルマスター シンデレラガールズ』の2ndSEAsonキービジュアルをイメージに大谷焼for346PRODUCTIONのコラボ作品を制作。ANIPLEXより期間限定完全受注生産にて発売された。
県障がい者芸術・文化活動支援センターの依頼で県内の養護学校、障がい者支援施設にて陶芸指導を定期的に開催。また、県近代美術館で開かれている第5～9回【障がい者アーティストの卵】発掘展の審査員を務める。
近年では器【うつわ】作りに特に力を入れて取り組んでいる。大谷焼の陶芸家としては初めてミシュラン掲載店にて器を採用された。地元鳴門の海をモチーフにした様々な器は国内外ジャンルを問わず多くの料理人に愛用されている。
2023年:人気ゲーム作品　アズールレーンとアズールレーン✕阿波藍コラボにて作品を制作。完全受注限定生産にて作品が販売された。　　会場ベルサール秋葉原
2024年　徳島ヴォルティス設立20周年
ヴォルティスオリジナルプロダクト制作
2025年　人気アニメ結城友奈は勇者である10周年記念　勇気のバトン展in大阪　特別展示作品制作　会場MBS

## 年表
2015年
第70回記念徳島県美術展 美術工芸部門 特選第一席大賞受賞（3回目）
2017年
Lifestyle Web magazine HOKK fabrica（香港）Breathing in Blue特集 掲載
2018年
第72回徳島県美術展 美術工芸部門 特選第一席大賞受賞（4回目 以後無鑑査出品）
大谷焼　陶業協会　副会長
2019年
徳島、香港定期空路便開通記念展 香港出品
2020年
テーブルウェアフェスティバル（東京ドーム） 特別審査部門入賞
2021年
テーブルウェアフェスティバル 酒の器コンテスト 入賞
Tokushima Fair in Washington DC（アメリカ）
大谷焼陶業協会　会長
四国経済産業局長表彰受賞
2022年
Tokushima Fair in Hong Kong  （香港）
一般社団法人とくしま伝統産業振興協会　理事
NHK徳島特別展【大杉隼平徳島を撮る】出展
経済産業大臣表彰受賞
2023年
TBS「和心百景」出演
フランス・パリ「伝統と先端と」出品
JapanSelection　Thailand《タイ》出品
人気ゲーム作品　アズールレーンとアズールレーン✕阿波藍コラボにて作品を制作。
2024年
GinzaplanePeople　出展
徳島ヴォルティス設立20周年
ヴォルティスオリジナルプロダクト制作
第78回徳島県美術展　5回目の特選受賞　（以降招待出品）
徳島県卓越技能者『阿波の名工』認定（大谷焼歴代最年少、最速受賞）
大谷焼　伝統工芸士会　副会長
2025年
人気アニメ結城友奈は勇者である10周年記念　　　　勇気のバトン展in大阪　特別展示作品制作　

## 公募展・個展・グループ展会場
2003年より大丸心斎橋美術画廊、徳島そごう美術画廊、高松三越美術画廊、日本橋三越、池袋東武、上野松坂屋、全国伝統産業会館、京都市立美術館、国立新美術館、AOYAMAスクエア、上野の森美術館、田部美術館、札幌芸術の森美術館、愛知県陶磁美術館、佐賀県立九州陶磁文化館、安曇野高橋節郎記念美術館、新世紀工芸館、平成記念美術館、徳島県郷土文化会館、高松モリシゲ、徳島県郷土文化会館、ギャラリーM＆M、ギャラリーとまや、あわぎんホール、茨城010ギャラリー香港そごう、東京ドーム、日本橋コレド室町、ホテルニューオータニ、Allegory、soshite、Monova.帝国ホテル、PLAIN PEOPLE銀座

## 公募展
2003年より放美展、徳島県美術展、国民文化祭、近畿中国四国伝統産業品展、金沢わんONE大賞、全国伝統的工芸品展、田部美術館大賞、茶の湯の造形展、長三賞常滑陶芸展、有田国際陶磁展、そば猪口アート公募展、東京ドームテーブルウェア大賞、日本新工芸展、日展等の全国公募展で入選入賞。
日本新工芸家連盟　会員　
徳島県美術家協会　工芸部委員　
大谷焼伝統工芸士　
徳島県卓越技能者『阿波の名工』

## アニメ.ゲームコラボ
アニメ作品　Fate/stay night　　会場東京ビッグサイト
アニメ作品　アイドルマスター シンデレラガールズ　　会場幕張メッセ
ゲーム作品　アズールレーン　　会場ベルサール秋葉原
アニメ作品  結城友奈は勇者である 会場MBS

## 企業コラボ
JR四国　四国まんなか千年ものがたり
商船三井客船　外航クルーズ客船　にっぽん丸　　
Chocolat belamer　徳島TOYOTA　徳島ヴォルティス　　外航クルーズ客船　飛鳥Ⅲ　　

## TVメディア出演
- 四国放送（2013年、2014、2017年、2020年、2021年、2022年.2024年）
- NHK徳島放送局（2003年、2012年、2014年、2015年、2016年、2018年、2019年、2020年、2021年、2022年、2024年）
- NHK総合、NHKBSプレミアム（2013年、2014年、2016年、2017年、2018年、2021年、2022年日本放送協会[4]）
- NEWS ZERO（2014年、日本テレビ放送網[5]）
- スーパーニュースアンカー（2014年、フジニュースネットワーク[6]）
- テレビ東京（2017年、2020年）
- TBS　和心百景（2023年）